# 브란덴부르크 선제후 게오르크 빌헬름
게오르크 빌헬름(독일어: Georg Wilhelm, 1595년 11월 13일 ~ 1640년 12월 1일)은 독일 호엔촐레른가의 왕족으로 1619년부터 자신의 사망까지 브란덴부르크의 변경백이자 프로이센 공국의 선제후였다.  그의 군림은 30년 전쟁 동안 비효율적인 통치로 특정이 지어졌다.  그는 프리드리히 빌헬름 대선제후의 부친이었다.

## 인물
오늘날 베를린의 일부인 슈프레강 유역의 쾰른 (Cölln)에서 태어난 게오르크 빌헬름은 요한 지기스문트 폰 브란덴부르크 선제후와 안나 폰 프로이센의 아들이었다.  그의 외조부는 알브레히트 프리드리히 폰 프로이센 공작이었다.  1616년 그는 엘리자베트 샤를로테 폰 팔츠에게 결혼하였다. 그들의 단 하나의 아들 프리드리히 빌헬름은 이후에 "대선제후"로 알려질 것이었다.  그의 2명의 딸들 중에 맏딸 루이제 샤를로테는 쿠를란트의 야코프 케틀러에게, 그리고 막내딸 헤트비히 조피는 헤센카셀의 방백 빌헬름 4세에게 결혼하였다.

1619년 게오르크 빌헬름은 자신의 소유권이 1621년 9월까지 지그문트 3세 바사에 의하여 확인되지 않았어도 브란덴부르크 변경백국과 당시 폴란드의 일부인 프로이센 공국을 물려받았다.  그는 역사의 가장 어려운 시기에서 약하고 무능한 통치자임을 증명하였으며 스웨덴의 국왕 구스타브 2세 아돌프가 자신의 누이 동생 마리아 엘레오노라 폰 브란덴부르크에게 결혼되었던 이래 프로이센의 소유는 1621년부터 1625년까지 폴란드-스웨덴 전쟁에 그를 연루시켰다.
30년 전쟁 일어난 동안 칼뱅파의 게오르크 빌헬름은 가톨릭 황제 페르디난트 2세와 그의 대부분의 루터파 상대들 사이의 경쟁에서 중립을 유지하려고 노력하였다.  1625년 전쟁이 북부 독일로 옮겨졌을 때 이 일은 황제군에 의하여 약탈된 것으로부터 그의 대지들을 보호하지 않았고, 그는 1630년 신성 로마 제국에서 구스타브가 개입했을 때 편을 들도록 강요받았다.
1632년 11월 뤼첸 전투에서 구스타브가 전사했을 때 게오르크 빌헬름은 1634년 9월 6일 뇌르틀링겐 전투에서 패전까지 스웨덴이 지원한 하일브론 동맹에 가입하였다.  이제 브란덴부르크의 인구가 전쟁에 의하여 감소했어도 1635년 프라하 화약에 이어 동맹은 해산되었다.
정부를 운영하는 데 자신의 가톨릭이자 친황제 수석 장관 슈바르첸베르크 백작에게 맡긴 게오르크 빌헬름은 1640년 쾨니히스베르크에서 자신의 사망까지 퇴직에 살던 프로이센의 비교적 손이 닿지 않은 지방으로 1637년에 물러났다.  그는 자신의 훨씬 더 성취한 아들 프리드리히 빌헬름에 의하여 계승되었다.